# Gymnasium Dresden-Plauen
Gymnasium Dresden-Plauen är ett gymnasium i stadsdelen Plauen i Dresden i Tyskland. Det grundades ursprungligen 1896 som lärarseminarium.